# Мариуполь (Алтайский край)
Мариуполь — упразднённое село в Табунском районе Алтайского края. Ликвидировано в 1970-е годы, население переселено в село Елизаветград.

## География
Село располагалось в 1,5 км к северо-востоку от села Елизаветград.

## История
Основано в 1910 году, немцами переселенцами из Таврической губернии. До 1917 года в меннонитское село Златопольской волости Барнаульского уезда Томской губернии. Колхоз имени Сталина. В связи с ликвидацией неперспективных сел жителей переселены в Елизаветград.

## Население[1]
| год     | 1916 | 1926 |
| ------- | ---- | ---- |
| человек | 176  | 150  |